# فرودگاه وینگهام - ریچارد لوون

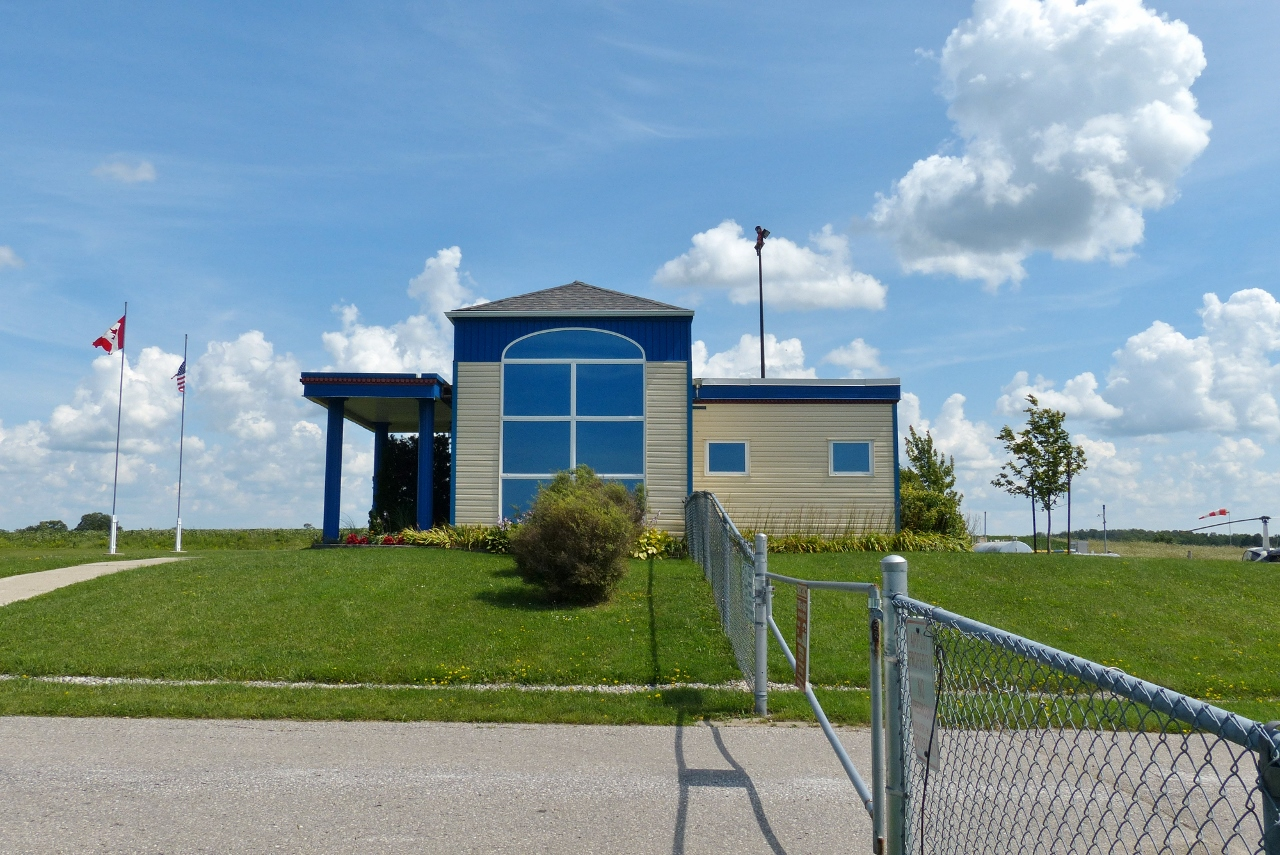
فرودگاه وینگهام

فرودگاه وینگهام - ریچارد لوون (به انگلیسی: Wingham/Richard W. LeVan Aerodrome) یک فرودگاه همگانی است که یک باند فرود آسفالت دارد و طول باند آن ۱۲۱۹ متر است. این فرودگاه در کشور ایالات متحده آمریکا قرار دارد و در ارتفاع ۳۲۸ متری از سطح دریا واقع شده است.